# Ж
Ж je cirilska črka. Izgovarja se kot ž in se v slovanskih jezikih tudi prečrkuje v latinico kot Ž. V angleščini in nekaterih drugih jezikih uporabljajo prečrkovanje zh, v nemščini tudi sh, v francoščini pa j. Črka Ж ne izvira iz grške niti iz latinske abecede. Kaže podobnost z glagolsko črko , katere izvor pa je prav tako nejasen.
Tradicionalno ime te črke je živete (живѣте), v novejšem času pa se bolj uporablja kratko ime že.
| tiskano | pisano |
| ------- | ------ |
| Ж ж     | Ж ж    |

Zanimivost: Franc Serafin Metelko je v svoji pisavi, metelčici, za glas ž uporabil črko , ki je nekoliko podobna cirilski črki Ж.